# Streptococcus anginosus
Streptococcus anginosus es una especie de bacteria de la familia Streptococcaceae. Junto con S. constellatus y S. intermedius forma parte de los estreptococos del grupo anginosus, por su relación filogenética.
Es un componente de la microbiota normal de la cavidad oral, garganta, tracto gastrointestinal y aparato genitourinario, pero también es capaz de causar enfermedad en varias localizaciones.

## Subespecies
A fecha de 2022, existen dos subespecies descritas:
- Streptococcus anginosus subsp. anginosus (Andrewes & Horder 1906) Jensen et al. 2013
- Streptococcus anginosus subsp. whileyi Jensen et al. 2013